# Karuzi
Karuzi – miasto w Burundi, stolica prowincji Karuzi. W 2008 liczyło 12 326 mieszkańców.